# The Aller Værste!
The Aller Værste! var en norsk rockgrupp från Bergen, Norge  som var verksam 1979–1981. De fick Spellemannprisen 1980 för albumet Materialtretthet i klassen "Nyrock". Bandet hade en återföreningsturné 1991 och konserter i Oslo och Bergen 1999.

## Medlemmar
- Harald Øhrn – basgitarr, orgel, sång (1979–1981)
- Sverre Knudsen – basgitarr, orgel, sång (1979–1981)
- Chris Erichsen – gitarr, sång (1979–1981)
- Lasse Myrvold – gitarr, sång, keyboard (1979–1981; död 2006)[2]
- Ketil Kern – slagverk, bakgrundssång (1979–1981)
- Robert Isdal – trummor (1981)

## Diskografi
Studioalbum
- 1980: Materialtretthet (Den Gode Hensikt/Jaap A/S)
- 1981: Disniland i de tusen hjem (Den Gode Hensikt)

Livealbum
- 2007: TAV Live 1980 (Musikkoperatørene/Kippers)

EP
- 1980: TAV! (Den Gode Hensikt)
- 1980: På vei hjem ("Blålys" / "På vei hjem" / "En av dem (live)") (Den Gode Hensikt)
- 1980: Dans til musikken (Den Gode Hensikt)

Singlar
- 1980: "Blålys" / "På vei hjem" (Den Gode Hensikt)
- 1981: "Hakk" / "Bare feiginger" (Den Gode Hensikt)
- 1986: "Bare ikke nok (live)" (Flexisingel)

Samlingsalbum
- 1999: The Aller Værste! (Den Gode Hensikt/Virgin Records Norway AS)